# Joan Pons i Moyà
Joan Pons i Moyà (1955, Palma, Mallorca - 2003, Palma) fou un paleontòleg mallorquí, codescobridor de l'òbila Tyto balearica, de quatre espècies de Myotragus, i de les restes d'un Hispanopithecus laietanus.
Pons es feu soci de la Societat d'Història Natural de les Balears amb 15 o 16 anys, juntament amb altres joves que volien donar un aire nou a la Societat, i foren un revulsiu i un impuls a les activitats i presència de la Societat a tots els nivells. Joan Cuerda (1912-2003) l'estimulà en l'estudi del Quaternari i fou el seu professor més destacat. Malgrat que no es formà a la universitat, l'any 1974 presentà el seu primer treball sobre la paleontologia de la cova de sa Bassa Blanca a Alcúdia. Fou dels primers a estudiar la fauna ornítica fòssil de les Balears, amb la descripció d'una nova espècie d'òliba, Tyto balearica, l'any 1980. Tanmateix el gènere estrella dels seus treballs durant molts d'anys fou Myotragus. Avui en dia l'estudi d'aquest gènere continua essent un element clau per al coneixement de la paleoecologia de les Balears i la cronologia i efecte de l'arribada dels humans a aquestes illes. Pons, juntament amb altres companys, descriví algunes de les espècies que completen la sèrie filètica del gènere i aclareixen la seva evolució. Aquestes quatre noves espècies són: Myotragus antiquus (1977), M. binigausensis (1980), M. kopperi (1981) i M. pepgonellae (1982). Col·laborà en campanyes d'excavació amb un equip de paleontòlegs holandesos, fruit d'aquesta amistat i en reconeixement de la seva tasca com a paleontòleg, li fou dedicada una espècie: Nesiotites ponsi Reumer, 1979.

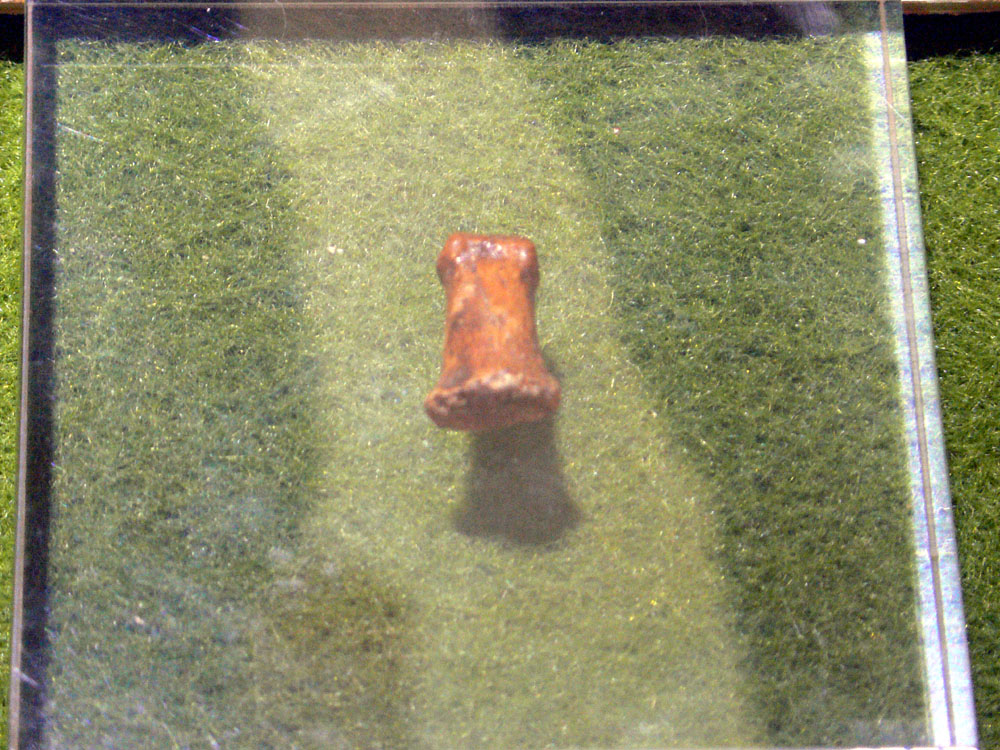
Fòssil de falange humana trobat a Cueva Victoria, Cartagena. Possible homo habilis (1 200 000 anys)

Durant el servei militar a Cartagena, Múrcia, aprofità per reconèixer i estudiar alguns dels jaciments de la zona. Com a resultat fou la publicació de distints articles sobre la fauna vertebrada de Cueva Victoria a Cartagena, especialment els carnívors (hiènids i cànids). Observacions sobre l'evolució i biologia del gènere Homoteri, el famós tigre de dens de sabre del jaciment d'Incarcal, Girona. L'interessant jaciment de Venta Micena de la conca del Guadix-Baza, Granada. Participa activament, juntament amb altres investigadors, en aclarir la polèmica del suposat home d'Orce (Serra de Baza a Granada). I no només això, la resta humana més antiga de la península Ibèrica, la falange de Cueva Victoria, la trobà, estudià i publicà ell.
Fou membre de la Federació Balear d'Espeleologia (FBE) on realitzà investigació en el camp de la bioespeleologia. Encara que no publicà res, capturà espècies que descriviren altres autors, com l'escarabat Reicheia balearica (1974) o el pseudoescorpí Neobisium monasteri (1977). El seu amic Damià Jaume li dedica una nova espècie, el crustaci cavernícola Neoechinophora xoni (1997). Fou un autèntic especialista en ratapinyades i elaborà una completa col·lecció de restes òssies que han servit a altres investigadors. També feu una breu incursió al coneixement dels ammonits i nummulits de les Balears. La darrera part de la seva producció científica entrats els anys noranta està relacionada amb els mol·luscs marins actuals, publicant 10 treballs.